# Craspedoma lyonnetianum
Craspedoma lyonnetianum é uma espécie de gastrópode da família Cyclophoridae.
É endémica de Portugal.